# Единична окръжност
Единичната окръжност е една окръжност с радиус равен на единица и център в началото на равнината на комплексните числа.
За много цели са интересни тригонометричните стойности на ъгли по-големи от 90°. На всеки ъгъл има една определена точка от единичната окръжност. Х–координатата на тази точка е стойността на косинуса на дадения ъгъл и Y–координатата е стойността на синуса.
Дадените по-горе дефиниции за стойностите на синуса и косинуса могат да се разширят без проблеми за стойности на ъгъл над 90°. Вижда се, че за стойности между 90° и 270°, X-координатата и също и косинусът са отрицателни, съответно за ъгъл между 180° и 360°, Y-координатата и с това и синусът е отрицателен. За ъгли, които са по-големи от 360°, както и за отрицателни ъгли, тези дефиниции могат да се прилагат.
Четирите тригонометрични функции се определят по формулите:
{\displaystyle \tan \alpha ={\frac {\sin \alpha }{\cos \alpha }}}
{\displaystyle \cot \alpha ={\frac {1}{\tan \alpha }}={\frac {\cos \alpha }{\sin \alpha }}}
{\displaystyle \sec \alpha ={\frac {1}{\cos \alpha }}}
{\displaystyle \csc \alpha ={\frac {1}{\sin \alpha }}}